# China Great Wall Industry Corporation
Die China Great Wall Industry Corporation (chinesisch 中國長城工業集團有限公司 / 中国长城工业集团有限公司, kurz 长城公司 bzw. CGWIC) ist eine Tochtergesellschaft der China Aerospace Science and Technology Corporation. Bei kommerziellen Satellitenstarts tritt sie als Makler zwischen dem Kunden, den Herstellern von Satellit und Trägerrakete sowie der Strategischen Kampfunterstützungstruppe der Volksrepublik China als Betreiberin der Kosmodrome auf. Die Firma hat ihren Sitz im Pekinger Stadtbezirk Xicheng.
Die CGWIC ist nicht zuständig für internationale Kooperationen bei wissenschaftlichen Projekten wie dem Mondprogramm der Volksrepublik China. Diese werden von der Nationalen Raumfahrtbehörde Chinas (für unbemannte Missionen) bzw. dem Büro für bemannte Raumfahrt organisiert.

## Geschichte
Als die China Great Wall Industry Corporation 1980, gleich zu Beginn der Reform- und Öffnungspolitik gegründet wurde,
war die China Aerospace Science and Technology Corporation noch das „Siebte Ministerium für Maschinenbauindustrie“, das Konzept für Chinas ersten Kommunikationssatelliten kam aus dem damaligen „Ministerium für Post- und Fernmeldewesen“. Anderthalb Jahre nachdem Dong Fang Hong 2-2 am 16. April 1984 seine geostationäre Position bei 125° östlicher Läng über dem Äquator erreicht hatte,
erteilte die chinesische Regierung 26. Oktober 1985 die Erlaubnis, kommerzielle Satellitenstarts auf dem internationalen Markt anzubieten.
Das Siebte Ministerium war im Mai 1982 in „Ministerium für Raumfahrtindustrie“ umbenannt worden. Entwicklung und Bau der Trägerraketen und Satelliten wurden von den sogenannten „Akademien“ dieses Ministeriums durchgeführt. Hierbei handelt es sich um eine historische Bezeichnung aus der Frühzeit der chinesischen Raumfahrt, als an diesen Einrichtungen tatsächlich ingenieurwissenschaftliche Grundlagenforschung betrieben wurde. In den 1980er Jahren waren die Chinesische Akademie für Trägerraketentechnologie oder die Chinesische Akademie für Weltraumtechnologie jedoch de facto Firmen, wenngleich sie keine definierte Rechtsform hatten. Verkompliziert wurde die Lage dadurch, dass die chinesischen Kosmodrome (damals Jiuquan, Taiyuan und Xichang) seit Juli 1982 der Kommission für Wissenschaft, Technik und Industrie für Landesverteidigung unterstanden, die gleichzeitig von der Zentralen Militärkommission und dem Staatsrat der Volksrepublik China geleitet wurde. Daher trat und tritt die CGWIC GmbH den ausländischen Kunden gegenüber als Generalunternehmer mit einer international üblichen Rechtsform auf, mit dem diese rechtsgültige und einklagbare Verträge über ein Gesamtpaket abschließen. Um die ausländischen Kunden nicht unnötig abzuschrecken, wurde für das Generalkommando Satellitenstarts, Bahnverfolgung und Steuerung (中国卫星发射测控系统部), in dem seit 1986 die direkt der Volksbefreiungsarmee unterstehenden Einheiten, also die Kosmodrome, das Satellitenkontrollzentrum Xi’an, das Forschungsinstitut für Bahnverfolgungs- und Kommunikationstechnik und das Institut für spezielle Ingenieurprojekte, zusammengefasst sind, im Englischen die unmilitärische Bezeichnung „China Satellite Launch and Telemetry, Tracking and Control General Company“ gefunden.
Ab dem 23. September 2004 war die CGWIC für zwei Jahre nach §3 des Iran Nonproliferation Act, dann vom 13. Juni 2006 bis 19. Juni 2008 auf der Basis von Erlass Nr. 13382 des amerikanischen Präsidenten George W. Bush wegen angeblichen Verkaufs von für den Raketenbau geeigneten, dem Missile Technology Control Regime unterliegenden Komponenten an den Iran sanktioniert.
Mit diesem Erlass war es US-Bürgern untersagt, in Geschäftsbeziehungen mit der CGWIC einzutreten,
was bereits durch die Sanktionen von 1998 (siehe unten) nicht möglich war. Die neuen Sanktionen hatten also nur symbolischen Wert.

## Unternehmensbeschreibung
Seit 1990 hat die CGWIC trotz der von den USA 1998 unter dem Vorwand zweier Unfälle auf dem Kosmodrom Xichang im Rahmen der International Traffic in Arms Regulations verhängten Sanktionen 72 Satellitenstarts für ausländische Kunden organisiert, dazu noch 27 Missionen, bei denen Satelliten als zusätzliche Nutzlast bei eigentlich chinesischen Starts mitgenommen wurden (Stand März 2023). Oft ist es aber so, dass die China Great Wall Industry Corporation für Kunden, die hierfür über keine eigenen Kapazitäten verfügen, Entwicklung und Bau des Satelliten arrangiert. Somit wirken sich die bis heute gültigen Sanktionen der USA als Förderprogramm für die chinesischen Satellitenbauer aus, vor allem die Chinesische Akademie für Weltraumtechnologie und ihre Zulieferer. Partnerländer im Rahmen der Neuen Seidenstraße kaufen ihre Satelliten nicht mehr bei Boeing oder europäischen Firmen, die amerikanische Komponenten verbauen, sondern lassen sie in China fertigen, wodurch bei Kommunikationssatelliten auch die Abhörsicherheit gewährleistet ist. Als Beispiel für ein solches Gesamtpaket hier das Paksat-1R-Projekt:
- 17. April 2007: Rahmenabkommen zwischen CNSA und SUPARCO über gemeinsame Satellitenprojekte
- 15. Oktober 2008: Vertrag zwischen pakistanischem Außenministerium und CGWIC zum Bau von Paksat 1R
- 16. März 2009: Beginn der Ausbildung pakistanischer Techniker an der Shenzhou-Akademie
- 18. September 2009: chinesische Regierung gewährt Pakistan ein Darlehen von 200 Millionen Dollar (der Standardpreis für einen DFH-4-Satelliten inklusive Start)
- 15. Oktober 2009: Vereinbarung zwischen SUPARCO und CGWIC über Bau des Bodensegments für Paksat 1R
- 10.–12. August 2010: Verhandlungen zwischen CGWIC und SUPARCO sowie Telesat Canada als ihr Berater über Versicherungsfragen
- 29. Oktober 2010: Vertrag zwischen pakistanischem Wirtschaftsministerium und China Exim-Bank über ein Darlehen von 12,8 Millionen Dollar für das Bodensegment
- 1. Juli 2011: Unterzeichnung des Versicherungsvertrags für Start und das erste Betriebsjahr in London
- 11. August 2011: Start des Satelliten vom Kosmodrom Xichang
- 11. September 2011: Satellit erreicht geostationäre Position, wird umfassend getestet
- 30. November 2011: CGWIC übergibt Satellit und zwei von China gebaute Bodenstationen in Karatschi und Lahore an SUPARCO[13]

Vorstandsvorsitzender der CGWIC GmbH ist seit dem 2. September 2021 Hu Zhongmin (胡忠民).
Die Firma generiert mit Starts für in- und ausländische Kunden einen Jahresumsatz von knapp 100 Millionen Dollar und hat etwas über 100 Beschäftigte.
2018 wurden zum Beispiel 35 kleine Satelliten, die nicht den amerikanischen ITAR-Sanktionen unterliegen, in den Orbit befördert, viele davon als multiple Nutzlasten mit einer Rakete.
Die Einnahmemöglichkeiten sind nicht so sehr durch die Starteinrichtungen begrenzt – derzeit werden von drei Kosmodromen kommerzielle Satellitenstarts durchgeführt, dazu kommen noch die Feststoffraketen vom Typ Langer Marsch 11, die wie Mittelstreckenraketen von Lastwagen aus gestartet werden – sondern durch die Produktionskapazität der Raketenhersteller.
Für 2024 bietet die CGWIC zum Beispiel 5 Startplätze an, alle als Mitfluggelegenheiten in sonnensynchrone Umlaufbahnen (also im Wesentlichen Wetter- und Erdbeobachtungssatelliten), mit Nutzlastgewichten zwischen 200 und 500 kg.

## Konkurrenz
Neben der primär zivilen China Aerospace Science and Technology Corporation drängt auch deren militärische Schwesterfirma China Aerospace Science and Industry Corporation (CASIC) auf den internationalen Markt. Von einer Tochtergesellschaft der CASIC, der China Space Sanjiang Group Corporation in Wuhan, werden über eine weitere Tochtergesellschaft, die ExPace Technology GmbH, Feststoffraketen der Kuaizhou-Serie hergestellt, die in direkter Konkurrenz zur Changzheng 11 der CASC stehen. Außerdem wird bei der Sanjiang-Gruppe derzeit die Kuaizhou 21 entwickelt, eine zweistufige Trägerrakete, die eine Nutzlast von 20 t in einen erdnahen Orbit tragen kann. Durch eine Kombination von Feststoff- und Flüssigkeitsraketentriebwerk können dort die Kosten pro Kilogramm Nutzlast voraussichtlich auf 10.000 Dollar gesenkt werden.
Die halbstaatliche CAS Space GmbH,  eine Ausgründung der Chinesischen Akademie der Wissenschaften, schloss im Juni 2023 auf der Pariser Luftfahrtschau ein Kooperationsabkommen mit der französischen Startbuchungsplattform RIDE! und erschloss sich somit den Zugang zu ausländischen Kunden.
RIDE! arrangiert jedoch nur Mitfluggelegenheiten – in diesem Fall auf der Feststoffrakete Lijian-1 mit einer maximalen Nutzlast von 2 t in eine erdnahe Umlaufbahn – und nicht, wie CGWIC, den Bau von Satelliten.

## Tochterunternehmen
Die China Great Wall Industry Corporation besitzt folgende Tochterunternehmen:
- China Aerospace Science & Technology Consulting Co., Ltd. (中国航天工业科学技术咨询有限公司)[21]
- China Great Wall Industry Shanghai Co., Ltd. (中国长城工业上海有限公司)[22]